# Spring (tidsskrift)
SPRING med undertitlen Tidsskrift for moderne danske litteratur er et dansk tidsskrift udgivet af Forlaget SPRING.
Udgaverne er ofte tematisk baseret og har haft emner så som Johannes V. Jensen, "Musik og litteratur" og "Steder".
Tidskriftet er oplistet i Den bibliometriske forskningsindikator på niveau 2.